# LD postupak

LD postupak ili Linz-Donawitz postupak s čistim kisikom (99,9 %) je postupak za dobivanje čelika iz sirovog željeza, u kojem se kisik ne provodi kroz talinu, nego provodi kroz vodom hlađenu kapljastu cijev, koja seže do jednog metra iznad taline. Danas se ovaj postupak primjenjuje u oko 60 % čeličana u svijetu.
LD postupak je usavršen Bessemerov i Thomasov postupak, gdje se umjesto zraka koristi čisti kisik. Do pojave LD postupka, željezo sa sadržajem fosfora suviše velikim za Bessemerov, a suviše malim za Thomasov postupak, nije se moglo pneumatski preraditi u čelik. Vodom hlađena kapljasta cijev, kojom se provodi kisik ima bakrenu mlaznicu i uređaj za okomito pomicanje po osi konvertera. LD konverter ugrađen je na rukavcima vratila, kao i Bessemerov i Thomasov konverter, tako da se može naginjati za ulijevanje i izlijevanje taline.
U nagnut konverter se najprije ubacuje stari čelik s otpada i zatim se zalije tekuće sirovo željezo. Nakon toga se konverter ispravi, kapljasta cijev se spusti od 0,65 do 1 metar duboko u talinu, uključi se dovod kisika i žlijebom se zaspe vapnom. Kemijska reakcija nastupa odmah. U toku postupka dodaju se vapno i stari čelik s otpada, zbog stvaranja troske i zbog reguliranja temperature. Kraj postupka se vidi kada nestane lepršavi plamen na ušću konvertera. Tada se kapljasta cijev izvuče i isključuje se dovod kisika. Konverter se zatim nagne i najveći dio troske se iz njega pažljivo odlije, a njen ostatak se zatvori nasipom vapna na ušću konvertera, da bi se zadržala prilikom izlijevanja tekućeg čelika. Postupak upuhavanja kisika traje od 20 do 22 minuta, uz potrošnju od 70 m3/min kisika, pod tlakom od 9 atm. 
Zahvaljujući upotrebi tehnički čistog kisika (99,5 – 99,8 %), LD postupak je pneumatski postupak bez dušične ravnoteže, tako da mu ni silicij (kao u Bessemerov postupku), ni fosfor (kao u Thomasov postupku), nisu potrebni kao davaoci toplinske energije. Tekuće sirovo željezo za taj postupak može sadržavati u širokim granicama: silicij (0,05 – 1,4 %), mangan (0,8 – 2,8 %), fosfor (0,08 – 0,25 %), pored 4 – 4,2 % ugljika i najviše 0,045 % sumpora. Ako je sadržaj fosfora iznad 0,5 %, mora se raditi s dvije troske.
Primjena čistog kisika za obradu sirovog željeza ovakvog sastava ima za posljedicu porast temperature preko razine povoljne i potrebne za izlijevanje čelika. Zato u LD postupku treba hladiti talinu vapnom, rudom ili starim čelikom s otpada. Da li će se za hlađenje izabrati ruda ili stari čelik, samo je pitanje troškova. Kad se hladi rudom, reakcije sa silicijem, manganom i fosforom su brže nego kada se hladi starim čelikom. Izgaranje silicija tada se završava ranije, fosfor i mangan dostižu minimum sadržaja već u petoj, čak i u četvrtoj minuti, a u dvanaestoj minuti javlja se maksimum sadržaja mangana i fosfora izraženije nego kad se hladi starim čelikom. 
Dezoksidacija LD čelika najčešće je nepotrebna, ali je ipak značajnija kontrola temperature taline. Kod LD postupka nisu potrebne ni mjere za denitrifikaciju čelika, jer LD čelik ne sadrži više od 0,002 do 0,004 % dušika, tako da je kvalitet LD čelika jednaka kvaliteti Siemens-Martinovom čeliku.